# Simulation en droit privé français
Pour les articles homonymes, voir Simulation.
La simulation est un consentement porté sur un acte secret (la contre-lettre) qui diffère des termes portés sur l'acte apparent (acte ostensible), afin de cacher au tiers le contenu réel du contrat. Elle n'est pas en elle-même illégale, mais elle le devient lorsque l'objectif est de contourner les règles légales ou de frauder un créancier.

## Article du Code Civil
La simulation est régie par l'article 1201 du Code civil: "Les contre-lettres ne peuvent avoir d'effet qu'entre les parties contractantes ; elles n'ont point d'effet contre les tiers."